# 味舌町
味舌町（ましたちょう）は、大阪府三島郡にあった町。現在の摂津市の北西部にあたる。本項では町制前の味舌村（ましたむら）についても述べる。

## 地理
町域の南部を安威川が西に流れる。千里丘陵を源とする山田川が中央部を流れる。東端には大正川（茨木川）が流れ、三宅村との境界の一部を成す。西には正雀川（正尺川）が流れ、岸部村との境界を成す。山田川・大正川・正雀川はいずれも安威川に注ぐ。

## 町域
旧町域は、住居表示実施後の摂津市の町丁では概ね以下に相当する。
- 千里丘（東端部除く）、千里丘東（西部）
- 正雀、正雀本町、庄屋、三島、阪急正雀、東正雀、南千里丘[2]
- 浜町（東部除く）
- 千里丘新町

## 歴史

### 行政区画の変遷
- 1889年（明治22年）4月1日 - 町村制の施行に伴い、島下郡味舌下村・味舌村・味舌上村・坪井村・庄屋村・正音寺村が合併し、味舌村が発足[3]。
- 1896年（明治29年）4月1日 - 郡制の施行に先立ち、島下郡が島上郡と合併して三島郡となる[4]。
- 1929年（昭和4年）2月7日 - 大字正音寺・庄屋・味舌の各一部により、大字正雀が成立[5]。
- 1950年（昭和25年）4月1日 - 味舌村が町制施行して味舌町となる[6]。
- 1956年（昭和31年）9月30日 - 味舌町は味生村・鳥飼村と合併して三島町となる[7]。同日、大字千里丘が成立[8]。

## 行政

### 役場庁舎
味舌村の発足時、村役場を味舌天満宮の社務所（大字味舌下549番地）に設置した。1927年6月1日、大字正音寺220番地に庁舎を新築して移転した。
三島町の発足後も、1957年11月の新庁舎の完成まで仮庁舎として使用された。跡地はしばらく摂津市立正雀保育所の敷地となっていたが、隣接する摂津市立味舌小学校跡地とともに再整備されて摂津市立味舌体育館の敷地の一部となっている。2022年5月の体育館の開設後、せっつ郷土史研究会により味舌町役場跡の史標が設置された。

## 交通

### 鉄道
町域を東海道本線が通過し、隣接する三宅村に千里丘駅が設置されている。同じく京阪間を結ぶ阪急京都本線が通り、町内に正雀駅が設置されている。
合併および市制施行後の2010年には旧町域、阪急京都本線の正雀駅 - 南茨木駅間に摂津市駅が開業している。
現在の東海道本線が竣工した1876年（明治9年）時点では3キロメートル離れた吹田駅か4キロメートル離れた茨木駅を利用せねばならなかったため、味舌村への影響はほとんど無かった。1923年（大正12年）に開設された吹田操車場は味舌村にもまたがり、その幅広い敷地によって村域は分断された。
村内に初めて駅が設置されたのは1928年（昭和3年）のことである。新京阪鉄道の天神橋駅 - 高槻町駅間の開通と同時に正雀駅と車輛整備工場（現：阪急電鉄正雀工場）が設けられた。これを機に駅周辺に住宅や店舗が建設され、人口が増加した。なお、新京阪鉄道は1930年に親会社に合併して、路線は京阪電気鉄道新京阪線となった。さらに陸上交通事業調整法に伴って1943年に京阪神急行電鉄新京阪線、太平洋戦争後の1949年京阪電気鉄道の分離により京阪神急行電鉄京都線と変遷している。
1938年（昭和13年）に東海道本線の茨木駅 - 吹田駅間に新しく千里丘駅が開設された。この駅は三宅村大字小坪井にあるが、味舌村との境界に近く、村の発展に大きな影響を与えた。これら鉄道駅や1936年に開通した産業道路（現在の主要地方道大阪高槻京都線）を下地として、1939年以降広大な土地を求めた大阪の軍需工場を中心に村内への工場進出が相次いだ。これを受けて駅や工場の周辺を中心に宅地化が進み、人口が増加した。戦後には駅前商店街が発展し、駅周辺の都市化が進展した。1947年には所在地は吹田市であるが、正雀駅の近くに東海道本線岸辺駅が開設されている。

### 道路
合併後の1966年3月、旧町域の最東部を通る主要地方道大阪中央環状線が開通した。その後並行して近畿自動車道（1970年開通）や大阪モノレール本線（1997年門真市延伸）が整備されている。

### バス
- 阪急バス
- 茨木バス - 2025年現在の近鉄バス

停留所に「味舌下」（ましたしも）が現存する。